# FA Cup 1937-1938
La FA Cup 1937-1938  è stata la 63ª edizione della principale coppa nazionale inglese, nonché della più antica competizione calcistica del mondo. Il trofeo fu vinto per la seconda volta dal Preston North End, che tornò al successo dopo quarantanove anni, superando nella finale di Wembley l'Huddersfield Town, con il punteggio di 1-0 dopo i tempi supplementari.

## Calendario
Il torneo principale era preceduto da due turni preliminari e quattro turni di qualificazione, mentre la competizione vera e propria, prevedeva sei turni (con i club di First e Second Division che entravano in lizza a partire dal terzo turno), prima di semifinali e finale.
In caso di pareggio dopo i novanta minuti, era prevista la ripetizione della gara, invertendo il campo. In caso di ulteriore pareggio si procedeva con altre ripetizioni, in campo neutro, fin quando una squadra non risultava vincitrice.
Le semifinali e la finale si disputavano tutte in campo neutro.
| Fase                    | Turno                        | Data                     | Squadre che entrano in questo turno | Squadre qualificate dal turno precedente |
| ----------------------- | ---------------------------- | ------------------------ | --- | ---------------------------------------- |
| Turni di qualificazione | Turno Extra-Preliminare      | Sabato 4 settembre 1937  | Non league | Non league                               |
| Turni di qualificazione | Turno Preliminare            | Sabato 18 settembre 1937 | Non league | Non league                               |
| Turni di qualificazione | Primo Turno Qualificazione   | Sabato 2 ottobre 1937    | Non league | Non league                               |
| Turni di qualificazione | Secondo Turno Qualificazione | Sabato 16 ottobre 1937   | Non league | Non league                               |
| Turni di qualificazione | Terzo Turno Qualificazione   | Sabato 30 ottobre 1937   | Non league | Non league                               |
| Turni di qualificazione | Quarto Turno Qualificazione  | Sabato 13 novembre 1937  | Non league | Non league                               |
| Torneo principale       | Primo Turno (68 squadre)     | Sabato 27 novembre 1937  | 21 squadre della Third Division North. 20 squadre della Third Division South. 2 squadre di non league                                      | 25 provenienti dalle qualificazioni      |
| Torneo principale       | Secondo Turno (34 squadre)   | Sabato 11 dicembre 1937  | | 34 squadre vincitrici del primo turno    |
| Torneo principale       | Terzo Turno (64 squadre)     | Sabato 8 gennaio 1938    | 22 squadre della First Division 22 squadre della Second Division 1 squadra della Third Division North 2 squadre della Third Division South | 17 squadre vincitrici del secondo turno  |
| Torneo principale       | Quarto Turno (32 squadre)    | Sabato 22 gennaio 1938   | | 32 squadre vincitrici del terzo turno    |
| Torneo principale       | Quinto Turno (16 squadre)    | Sabato 12 febbraio 1938  | | 16 squadre vincitrici del quarto turno   |
| Torneo principale       | Sesto Turno (8 squadre)      | Sabato 5 marzo 1938      | | 8 squadre vincitrici del quinto turno    |
| Torneo principale       | Semi-Finali (4 squadre)      | Sabato 26 marzo 1938     | | 4 squadre vincitrici del sesto turno     |
| Torneo principale       | Finale (2 squadre)           | Sabato 30 aprile 1938    | | 2 squadre vincitrici delle semifinali    |

## Primo turno
| Gara   | Squadra di casa                 | Risultato | Squadra in trasferta            | Data             |
| ------ | ------------------------------- | --------- | ------------------------------- | ---------------- |
| 1      | Darlington                      | 0–2       | Scarborough                     | 27 novembre 1937 |
| 2      | Bournemouth & Boscombe Athletic | 0–0       | Dartford                        | 27 novembre 1937 |
| Replay | Dartford                        | 0–6       | Bournemouth & Boscombe Athletic | 1 dicembre 1937  |
| 3      | Barrow                          | 0–1       | Crewe Alexandra                 | 27 novembre 1937 |
| 4      | Bristol City                    | 3–0       | Enfield                         | 27 novembre 1937 |
| 5      | Rochdale                        | 1–1       | Lincoln City                    | 27 novembre 1937 |
| Replay | Lincoln City                    | 2–0       | Rochdale                        | 1 dicembre 1937  |
| 6      | Watford                         | 3–0       | Cheltenham Town                 | 27 novembre 1937 |
| 7      | Walsall                         | 4–0       | Gateshead                       | 27 novembre 1937 |
| 8      | Gillingham                      | 3–4       | Swindon Town                    | 27 novembre 1937 |
| 9      | Doncaster Rovers                | 7–0       | Blyth Spartans                  | 27 novembre 1937 |
| 10     | Wrexham                         | 2–1       | Oldham Athletic                 | 27 novembre 1937 |
| 11     | Tranmere Rovers                 | 2–1       | Carlisle United                 | 27 novembre 1937 |
| 12     | Wellington Town                 | 1–2       | Mansfield Town                  | 27 novembre 1937 |
| 13     | Kidderminster Harriers          | 2–2       | Newport County                  | 27 novembre 1937 |
| Replay | Newport County                  | 4–1       | Kidderminster Harriers          | 2 dicembre 1937  |
| 14     | Accrington Stanley              | 1–1       | Lancaster Town                  | 27 novembre 1937 |
| Replay | Lancaster Town                  | 1–1       | Accrington Stanley              | 1 dicembre 1937  |
| Replay | Accrington Stanley              | 4–0       | Lancaster Town                  | 6 dicembre 1937  |
| 15     | Bristol Rovers                  | 1–8       | Queens Park Rangers             | 27 novembre 1937 |
| 16     | Northampton Town                | 1–2       | Cardiff City                    | 27 novembre 1937 |
| 17     | King's Lynn                     | 0–4       | Bromley                         | 27 novembre 1937 |
| 18     | Brighton & Hove Albion          | 5–1       | Tunbridge Wells Rangers         | 27novembre 1937  |
| 19     | Hull City                       | 4–0       | Scunthorpe & Lindsey United     | 27 novembre 1937 |
| 20     | Crystal Palace                  | 2–2       | Kettering Town                  | 27 novembre 1937 |
| Replay | Kettering Town                  | 0–4       | Crystal Palace                  | 2 dicembre 1937  |
| 21     | Exeter City                     | 1–0       | Folkestone                      | 27 novembre 1937 |
| 22     | Hartlepools United              | 3–1       | Southport                       | 27 novembre 1937 |
| 23     | Burton Town                     | 1–1       | Rotherham United                | 27 novembre 1937 |
| Replay | Rotherham United                | 3–0       | Burton Town                     | 29 novembre 1937 |
| 24     | Port Vale                       | 1–1       | Gainsborough Trinity            | 27 novembre 1937 |
| Replay | Gainsborough Trinity            | 2–1       | Port Vale                       | 1 dicembre 1937  |
| 25     | Yeovil & Petter's United        | 2–1       | Ipswich Town                    | 27 novembre 1937 |
| 26     | Dulwich Hamlet                  | 1–2       | Aldershot                       | 27 novembre 1937 |
| 27     | Walker Celtic                   | 1–1       | Bradford City                   | 27 novembre 1937 |
| Replay | Bradford City                   | 11–3      | Walker Celtic                   | 1 dicembre 1937  |
| 28     | New Brighton                    | 5–0       | Workington                      | 27 novembre 1937 |
| 29     | Torquay United                  | 1–2       | Clapton Orient                  | 27 novembre 1937 |
| 30     | Westbury United                 | 1–3       | Walthamstow Avenue              | 27 novembre 1937 |
| 31     | Corinthian                      | 0–2       | Southend United                 | 27 novembre 1937 |
| 32     | York City                       | 1–1       | Halifax Town                    | 27 novembre 1937 |
| Replay | Halifax Town                    | 0–1       | York City                       | 1 dicembre 1937  |
| 33     | Guildford City                  | 1–0       | Reading                         | 27 novembre 1937 |
| 34     | Wigan Athletic                  | 1–4       | South Liverpool                 | 27 novembre 1937 |

## Secondo turno
| Gara   | Squadra di casa          | Risultato | Squadra in trasferta            | Data             |
| ------ | ------------------------ | --------- | ------------------------------- | ---------------- |
| 1      | Watford                  | 3–0       | Walsall                         | 11 dicembre 1937 |
| 2      | Crewe Alexandra          | 2–2       | New Brighton                    | 15 dicembre 1937 |
| Replay | New Brighton             | 4–1       | Crewe Alexandra                 | 20 dicembre 1937 |
| 3      | Swindon Town             | 2–1       | Queens Park Rangers             | 11 dicembre 1937 |
| 4      | Scarborough              | 4–1       | Bromley                         | 11 dicembre 1937 |
| 5      | Doncaster Rovers         | 4–0       | Guildford City                  | 11 dicembre 1937 |
| 6      | Wrexham                  | 1–2       | Bradford City                   | 11 dicembre 1937 |
| 7      | Tranmere Rovers          | 3–1       | Hartlepools United              | 11 dicembre 1937 |
| 8      | Accrington Stanley       | 0–1       | Crystal Palace                  | 11 dicembre 1937 |
| 9      | South Liverpool          | 1–1       | Brighton & Hove Albion          | 11 dicembre 1937 |
| Replay | Brighton & Hove Albion   | 6–0       | South Liverpool                 | 15 dicembre 1937 |
| 10     | Clapton Orient           | 2–2       | York City                       | 11 dicembre 1937 |
| Replay | York City                | 1–0       | Clapton Orient                  | 15 dicembre 1937 |
| 11     | Exeter City              | 1–2       | Hull City                       | 11 dicembre 1937 |
| 12     | Mansfield Town           | 2–1       | Lincoln City                    | 15 dicembre 1937 |
| 13     | Cardiff City             | 1–1       | Bristol City                    | 11 dicembre 1937 |
| Replay | Bristol City             | 0–2       | Cardiff City                    | 15 dicembre 1937 |
| 14     | Newport County           | 2–1       | Bournemouth & Boscombe Athletic | 11 dicembre 1937 |
| 15     | Yeovil & Petter's United | 2–1       | Gainsborough Trinity            | 11 dicembre 1937 |
| 16     | Walthamstow Avenue       | 0–1       | Southend United                 | 11 dicembre 1937 |
| 17     | Rotherham United         | 1–3       | Aldershot                       | 11 dicembre 1937 |

## Terzo turno
| Gara   | Squadra di casa      | Risultato | Squadra in trasferta     | Data            |
| ------ | -------------------- | --------- | ------------------------ | --------------- |
| 1      | Birmingham           | 0–1       | Blackpool                | 8 gennaio 1938  |
| 2      | Bury                 | 2–0       | Brighton & Hove Albion   | 8 gennaio 1938  |
| 3      | Preston North End    | 3–0       | West Ham United          | 8 gennaio 1938  |
| 4      | Nottingham Forest    | 3–1       | Southampton              | 8 gennaio 1938  |
| 5      | Sheffield Wednesday  | 1–1       | Burnley                  | 8 gennaio 1938  |
| Replay | Burnley              | 3–1       | Sheffield Wednesday      | 12 gennaio 1938 |
| 6      | Grimsby Town         | 1–1       | Swindon Town             | 8 gennaio 1938  |
| Replay | Swindon Town         | 2–1       | Grimsby Town             | 12 gennaio 1938 |
| 7      | Middlesbrough        | 2–0       | Stockport County         | 8 gennaio 1938  |
| 8      | West Bromwich Albion | 1–0       | Newcastle United         | 8 gennaio 1938  |
| 9      | Sunderland           | 1–0       | Watford                  | 8 gennaio 1938  |
| 10     | Derby County         | 1–2       | Stoke City               | 8 gennaio 1938  |
| 11     | Scarborough          | 1–1       | Luton Town               | 8 gennaio 1938  |
| Replay | Luton Town           | 5–1       | Scarborough              | 12 gennaio 1938 |
| 12     | Doncaster Rovers     | 0–2       | Sheffield United         | 8 gennaio 1938  |
| 13     | Tranmere Rovers      | 1–2       | Portsmouth               | 8 gennaio 1938  |
| 14     | Tottenham Hotspur    | 3–2       | Blackburn Rovers         | 8 gennaio 1938  |
| 15     | Brentford            | 3–1       | Fulham                   | 8 gennaio 1938  |
| 16     | Manchester United    | 3–0       | Yeovil & Petter's United | 8 gennaio 1938  |
| 17     | Norwich City         | 2–3       | Aston Villa              | 8 gennaio 1938  |
| 18     | Bradford City        | 1–1       | Chesterfield             | 8 gennaio 1938  |
| Replay | Chesterfield         | 1–1       | Bradford City            | 12 gennaio 1938 |
| Replay | Bradford City        | 0–2       | Chesterfield             | 17 gennaio 1938 |
| 19     | Millwall             | 2–2       | Manchester City          | 8 gennaio 1938  |
| Replay | Manchester City      | 3–1       | Millwall                 | 12 gennaio 1938 |
| 20     | Crystal Palace       | 0–0       | Liverpool                | 8 gennaio 1938  |
| Replay | Liverpool            | 3–1       | Crystal Palace           | 12 gennaio 1938 |
| 21     | Chelsea              | 0–1       | Everton                  | 8 gennaio 1938  |
| 22     | Southend United      | 2–2       | Barnsley                 | 8 gennaio 1938  |
| Replay | Barnsley             | 2–1       | Southend United          | 11 gennaio 1938 |
| 23     | Bradford Park Avenue | 7–4       | Newport County           | 8 gennaio 1938  |
| 24     | Huddersfield Town    | 3–1       | Hull City                | 8 gennaio 1938  |
| 25     | Mansfield Town       | 1–2       | Leicester City           | 8 gennaio 1938  |
| 26     | Swansea Town         | 0–4       | Wolverhampton Wanderers  | 8 gennaio 1938  |
| 27     | Charlton Athletic    | 5–0       | Cardiff City             | 8 gennaio 1938  |
| 28     | Arsenal              | 3–1       | Bolton Wanderers         | 8 gennaio 1938  |
| 29     | Leeds United         | 3–1       | Chester                  | 8 gennaio 1938  |
| 30     | New Brighton         | 1–0       | Plymouth Argyle          | 8 gennaio 1938  |
| 31     | York City            | 3–2       | Coventry City            | 8 gennaio 1938  |
| 32     | Aldershot            | 1–3       | Notts County             | 8 gennaio 1938  |

## Quarto turno
| Gara   | Squadra di casa         | Risultato | Squadra in trasferta | Data            |
| ------ | ----------------------- | --------- | -------------------- | --------------- |
| 1      | Chesterfield            | 3–2       | Burnley              | 22 gennaio 1938 |
| 2      | Preston North End       | 2–0       | Leicester City       | 22 gennaio 1938 |
| 3      | Nottingham Forest       | 1–3       | Middlesbrough        | 22 gennaio 1938 |
| 4      | Aston Villa             | 4–0       | Blackpool            | 22 gennaio 1938 |
| 5      | Wolverhampton Wanderers | 1–2       | Arsenal              | 22 gennaio 1938 |
| 6      | Luton Town              | 2–1       | Swindon Town         | 22 gennaio 1938 |
| 7      | Everton                 | 0–1       | Sunderland           | 22 gennaio 1938 |
| 8      | Sheffield United        | 1–1       | Liverpool            | 22 gennaio 1938 |
| Replay | Liverpool               | 1–0       | Sheffield United     | 26 gennaio 1938 |
| 9      | Manchester City         | 3–1       | Bury                 | 22 gennaio 1938 |
| 10     | Barnsley                | 2–2       | Manchester United    | 22 gennaio 1938 |
| Replay | Manchester United       | 1–0       | Barnsley             | 26 gennaio 1938 |
| 11     | Brentford               | 2–1       | Portsmouth           | 22 gennaio 1938 |
| 12     | Bradford Park Avenue    | 1–1       | Stoke City           | 22 gennaio 1938 |
| Replay | Stoke City              | 1–2       | Bradford Park Avenue | 26 gennaio 1938 |
| 13     | Huddersfield Town       | 1–0       | Notts County         | 22 gennaio 1938 |
| 14     | Charlton Athletic       | 2–1       | Leeds United         | 22 gennaio 1938 |
| 15     | New Brighton            | 0–0       | Tottenham Hotspur    | 22 gennaio 1938 |
| Replay | Tottenham Hotspur       | 5–2       | New Brighton         | 26 gennaio 1938 |
| 16     | York City               | 3–2       | West Bromwich Albion | 22 gennaio 1938 |

## Quinto turno
| Gara   | Squadra di casa   | Risultato | Squadra in trasferta | Data             |
| ------ | ----------------- | --------- | -------------------- | ---------------- |
| 1      | Chesterfield      | 2–2       | Tottenham Hotspur    | 12 febbraio 1938 |
| Replay | Tottenham Hotspur | 2–1       | Chesterfield         | 16 febbraio 1938 |
| 2      | Liverpool         | 0–1       | Huddersfield Town    | 12 febbraio 1938 |
| 3      | Sunderland        | 1–0       | Bradford Park Avenue | 12 febbraio 1938 |
| 4      | Luton Town        | 1–3       | Manchester City      | 12 febbraio 1938 |
| 5      | Brentford         | 2–0       | Manchester United    | 12 febbraio 1938 |
| 6      | Charlton Athletic | 1–1       | Aston Villa          | 12 febbraio 1938 |
| Replay | Aston Villa       | 2–2       | Charlton Athletic    | 16 febbraio 1938 |
| Replay | Aston Villa       | 4–1       | Charlton Athletic    | 21 febbraio 1938 |
| 7      | Arsenal           | 0–1       | Preston North End    | 12 febbraio 1938 |
| 8      | York City         | 1–0       | Middlesbrough        | 12 febbraio 1938 |

## Sesto turno
| Gara   | Squadra di casa   | Risultato | Squadra in trasferta | Data         |
| ------ | ----------------- | --------- | -------------------- | ------------ |
| 1      | Aston Villa       | 3–2       | Manchester City      | 5 marzo 1938 |
| 2      | Tottenham Hotspur | 0–1       | Sunderland           | 5 marzo 1938 |
| 3      | Brentford         | 0–3       | Preston North End    | 5 marzo 1938 |
| 4      | York City         | 0–0       | Huddersfield Town    | 5 marzo 1938 |
| Replay | Huddersfield Town | 2–1       | York City            | 9 marzo 1938 |

## Semifinali
| Sheffield 26 marzo 1938, ore 15:00 (GMT 0) | Preston N.E. | 2 – 1 | Aston Villa | Bramall Lane |

| Blackburn 26 marzo 1938, ore 15:00 (GMT 0) | Huddersfield Town | 3 – 1 | Sunderland | Ewood Park (47.904 spett.) |

## Finale
| Arbitro: | Arthur James Jewell |

|                   |           |  |
| Mutch 119’ (rig.) | Marcatori |  |

| Preston North End | Huddersfield Town |

|              |    |                  |  |
|              |    |                  |  |
| P            | 1  | George Holdcroft |  |
| D            | 2  | Frank Gallimore  |  |
| D            | 3  | Andy Beattie     |  |
| C            | 4  | Bill Shankly     |  |
| C            | 5  | Tom Smith (C)    |  |
| D            | 6  | Bob Batey        |  |
| C            | 7  | Dickie Watmough  |  |
| A            | 8  | George Mutch     |  |
| A            | 9  | Bud Maxwell      |  |
| A            | 10 | Bobby Beattie    |  |
| A            | 11 | Hugh O'Donnell   |  |
| Manager:     |    |                  |  |
| James Taylor |    |                  |  |

|                 |    |                  |  |
|                 |    |                  |  |
| P               | 1  | Bob Hesford      |  |
| D               | 2  | Benny Craig      |  |
| D               | 3  | Reg Mountford    |  |
| C               | 4  | Ken Willingham   |  |
| D               | 5  | Alf Young (C)    |  |
| C               | 6  | Eddie Boot       |  |
| A               | 7  | Joe Hulme        |  |
| A               | 8  | Jimmy Isaac      |  |
| A               | 9  | Willie MacFadyen |  |
| A               | 10 | Bobby Barclay    |  |
| C               | 11 | Pat Beasley      |  |
| Manager:        |    |                  |  |
| Clem Stephenson |    |                  |  |

| REGOLE DELLA PARTITA - Gara unica. - Tempi supplementari in caso di pareggio al 90°. - Ripetizione in caso di ulteriore parità dopo i tempi supplementari. |